# Comuna Butoiești, Mehedinți
Butoiești este o comună în județul Mehedinți, Oltenia, România, formată din satele Arginești, Buicești, Butoiești (reședința), Gura Motrului, Jugastru, Pluta, Răduțești și Țânțaru. În Butoiești sunt cuprinse cătunele Popești, Ștefanu și Tabla.

## Demografie
Componența etnică a comunei Butoiești
     Români (92,77%)
     Romi (1,29%)
     Alte etnii (0%)
     Necunoscută (5,95%)
Componența confesională a comunei Butoiești
     Ortodocși (90,59%)
     Penticostali (1,53%)
     Adventiști (1,38%)
     Alte religii (0,43%)
     Necunoscută (6,07%)
Conform recensământului efectuat în 2021, populația comunei Butoiești se ridică la 3.263 de locuitori, în scădere față de recensământul anterior din 2011, când fuseseră înregistrați 3.344 de locuitori. Majoritatea locuitorilor sunt români (92,77%), cu o minoritate de romi (1,29%), iar pentru 5,95% nu se cunoaște apartenența etnică. Din punct de vedere confesional, majoritatea locuitorilor sunt ortodocși (90,59%), cu minorități de penticostali (1,53%) și adventiști (1,38%), iar pentru 6,07% nu se cunoaște apartenența confesională.

## Politică și administrație
Comuna Butoiești este administrată de un primar și un consiliu local compus din 13 consilieri. Primarul, Ionuț Bosoancă[*], de la Partidul Social Democrat, este în funcție din 1 noiembrie 2024. Începând cu alegerile locale din 2024, consiliul local are următoarea componență pe partide politice:
|  | Partid                          | Consilieri | Componența Consiliului | Componența Consiliului | Componența Consiliului | Componența Consiliului | Componența Consiliului | Componența Consiliului |
|  | ------------------------------- | ---------- | ---------------------- | ---------------------- | ---------------------- | ---------------------- | ---------------------- | ---------------------- |
|  | Partidul Social Democrat        | 6          |                        |                        |                        |                        |                        |                        |
|  | Partidul Național Liberal       | 6          |                        |                        |                        |                        |                        |                        |
|  | Alianța pentru Unirea Românilor | 1          |                        |                        |                        |                        |                        |                        |

## Personalități
- Constantin Rădulescu-Motru (1868 - 1957), filosof, psiholog, pedagog, academician și președinte al Academiei Române între 1938 - 1940, personalitate marcantă a României primei jumătăți a secolului XX.

## Monumente
În sat se află două biserici, biserica de sus, din cătunul Răduțești, construită din zid înainte de al doilea război mondial și biserica de jos, din cătunul Popești, construită din lemn în 1821.
Dintre construcțiile laice se remarcă casa familiei Rădulescu, transformată în muzeu memorial al lui Constantin Rădulescu-Motru.

## Imagini

Împrejurimile, 2007
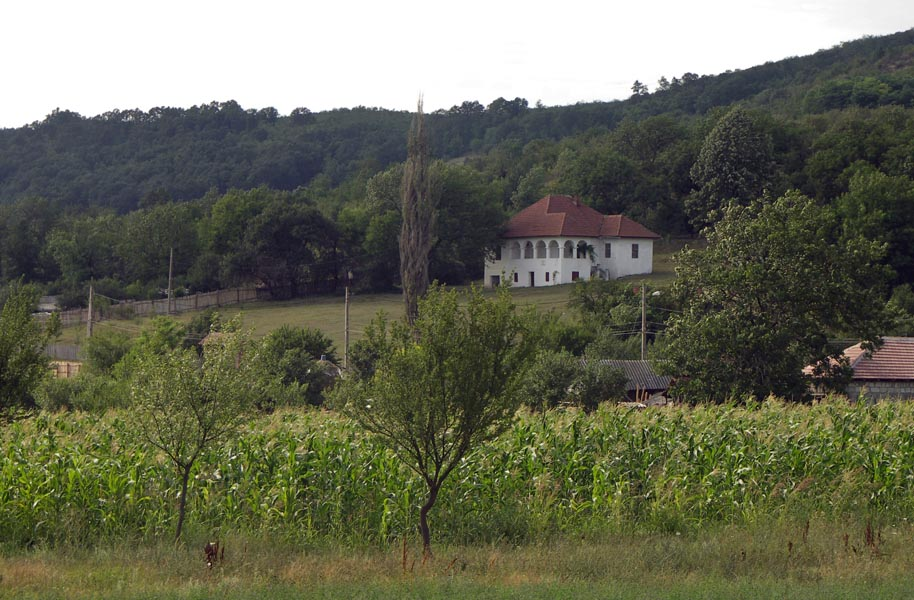
Casa muzeu a lui Constantin Rădulescu-Motru, cătunul Răduţeşti, 2007
Biserica de jos din Butoieşti, cătunul Popeşti, 2007
Biserica de sus din Butoieşti, cătunul Răduţeşti, 2007
Gara şi monumentul lui Constantin Rădulescu-Motru, 2007
Şcoala din Butoieşti, 2007
Casă din cătunul Popeşti, 2007
Casă specifică în cătunul Popeşti, 2007
Poartă de lemn din cătunul Popeşti, 2007
Structură de lemn a unei anexe, cătunul Popeşti, 2007
Drum în cătunul Popeşti, 2007
Drumul ce urcă la biserica de jos, 2007